# Jüdischer Friedhof (Frampol)
Koordinaten: 50° 40′ 25″ N, 22° 39′ 58″ O

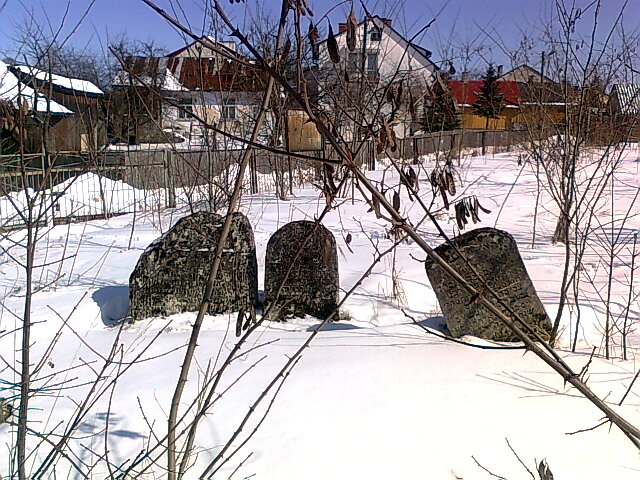
Jüdischer Friedhof in Frampol

Der Jüdische Friedhof in Frampol, einer polnischen Stadt in der Wojewodschaft Lublin, wurde im 19. Jahrhundert angelegt. Der jüdische Friedhof an der Cmentarna-Straße westlich des Ortes ist seit 1990 ein geschütztes Kulturdenkmal.
Auf dem etwa 0,6 Hektar großen Friedhof sind heute noch 85 Grabsteine (Mazevot) vorhanden.
Ein Gedenkstein erinnert an die Opfer des Holocausts.